# Liegi-Bastogne-Liegi 1921
La Liegi-Bastogne-Liegi 1921, undicesima edizione della corsa, fu disputata il 29 maggio 1921 per un percorso di 209 km. Fu vinta dal belga Louis Mottiat, giunto al traguardo in 7h23'00" alla media di 28,310 km/h, precedendo i connazionali Marcel Lacour e Jean Rossius. 
Dei 39 ciclisti alla partenza coloro che portarono a termine la gara al traguardo di Liegi furono 27.

## Ordine d'arrivo (Top 10)
| Pos. | Corridore                 | Squadra                   | Tempo                     |
| ---- | ------------------------- | ------------------------- | ------------------------- |
| 1    | Louis Mottiat             | Alcyon                    | 7h23'00"                  |
| 2    | Marcel Lacour             | -                         | s.t.                      |
| 3    | Jean Rossius              | Alcyon                    | s.t.                      |
| 4    | Adolphe Coppez            | -                         | s.t.                      |
| 5    | Guillaume Nyssen          | -                         | s.t.                      |
| 6    | Léon Scieur               | La Française              | s.t.                      |
| 7    | 8 ciclisti a s.t. ex æquo | 8 ciclisti a s.t. ex æquo | 8 ciclisti a s.t. ex æquo |